# الحسن بن سلام
الحسن بن سلامٍ أبو عليٍ البغدادي السواق محدث في القرن الثالث الهجري. قال أبو بكرٍ الشافعي: مات في صفرٍ، سنة سبعٍ وسبعين ومائتين.

## روايته للحديث النبوي
- حدث عن: عبيد الله بن موسى، وأبي عبد الرحمن المقرئ، وعمرو بن حكامٍ، وأبي نعيمٍ، وعفان بن مسلمٍ، وعدةٍ.[1]
- حدث عنه: ابن صاعدٍ، وإسماعيل الصفار، وعثمان بن السماك، وأبو بكرٍ النجاد، وأبو بكرٍ الشافعي، وخلقٌ سواهم.[1]
- الجرح والتعديل: قال أبو بكرٍ الخطيب: ثقةٌ صدوقٌ.[1] وقال الدارقطني: ثقةٌ صدوقٌ.[2]